# Basketbal na Letních olympijských hrách 1936
Turnaj se odehrál v rámci XI. olympijských her ve dnech 7.–14. srpna 1936 v Berlíně v Německu.
Na turnaj se přihlásilo 23 týmů. Před turnajem odstoupilo Maďarsko a Španělsko (občanská válka). Do bojů tak zasáhlo 21 družstev. V průběhu turnaje odstoupilo také Peru.
Hrálo se vyřazovacím systémem play off. Týmy, které vypadly ve čtvrtfinále, hrály o 5. - 8. místo. Zvláštností bylo, že poražené země v prvním a druhém kole mohly hrát mezi sebou opravné zápasy o postup do dalšího kola. Během turnaje se odehrálo celkem 40 zápasů.
Turnaj byl hrán na otevřeném hřišti (tenisové kurty) s písčitým povrchem. To při nepříznivém počasí způsobilo velké problémy s povrchem hřiště. Zvláště se to projevilo v průběhu finálového utkání, které se hrálo v silném dešti. Na hřišti se vytvořil bahnitý terén, který ovlivnil kvalitu utkání, ve kterém Spojené státy porazily Kanadu 19:8 a získaly tak první basketbalovou zlatou medaili.

## Turnaj mužů
| Zlato   | Spojené státy americké (USA) |
| Stříbro | Kanada (CAN)                 |
| Bronz   | Mexiko (MEX)                 |

### 1. kolo
Estonsko -  Francie 34:29 (16:17)
7. srpna 1936 (16:00) - Berlín (Tennis Stadium)
 Chile -  Turecko 30:16 (15:5)
7. srpna 1936 (16:00) - Berlín (Tennis Stadium)
 Švýcarsko -  Německo 25:18 (8:10)
7. srpna 1936 (16:00) - Berlín (Tennis Stadium)
 Itálie -  Polsko 44:28 (25:12)
7. srpna 1936 (17:00) - Berlín (Tennis Stadium)
 Peru -  Egypt 35:22 (17:6)
7. srpna 1936 (17:00) - Berlín (Tennis Stadium)
 Lotyšsko -  Uruguay 20:17 (11:11)
7. srpna 1936 (18:00) - Berlín (Tennis Stadium)
 Brazílie -  Kanada 24:17 (14:7)
7. srpna 1936 (18:00) - Berlín (Tennis Stadium)
 Japonsko -  Čína 35:19 (15:10)
7. srpna 1936 (18:00) - Berlín (Tennis Stadium)
 Mexiko -  Belgie 32:9 (21:2)
7. srpna 1936 (18:00) - Berlín (Tennis Stadium)
 USA -  Španělsko 

* Španělsko odstoupilo před začátkem turnaje.
 Československo -  Maďarsko 

* Maďarsko odstoupilo před začátkem turnaje.

### O postup do 2. kola
Uruguay -  Belgie 17:10 (8:7)
8. srpna 1936 (16:00) - Berlín (Tennis Stadium)
 Čína -  Francie 45:38 (22:22)
8. srpna 1936 (16:00) - Berlín (Tennis Stadium)
 Egypt -  Turecko 33:23 (19:14)
8. srpna 1936 (17:00) - Berlín (Tennis Stadium)
 Kanada a  Německo postoupily bez boje

### 2. kolo
Filipíny -  Mexiko 32:30 (17:19)
9. srpna 1936 (16:00) - Berlín (Tennis Stadium)
 Japonsko -  Polsko 43:31 (23:13)
9. srpna 1936 (16:00) - Berlín (Tennis Stadium)
 Uruguay -  Egypt 36:23 (19:14)
9. srpna 1936 (16:00) - Berlín (Tennis Stadium)
 Peru -  Čína 29:21 (16:10)
9. srpna 1936 (17:00) - Berlín (Tennis Stadium)
 USA -  Estonsko 52:28 (26:7)
9. srpna 1936 (17:00) - Berlín (Tennis Stadium)
 Itálie -  Německo 58:16 (38:11)
9. srpna 1936 (17:00) - Berlín (Tennis Stadium)
 Švýcarsko -  Československo 25:12 (13:4)
9. srpna 1936 (18:00) - Berlín (Tennis Stadium)
 Chile -  Brazílie 23:18 (10:4)
9. srpna 1936 (18:00) - Berlín (Tennis Stadium)
 Kanada -  Lotyšsko 34:23 (9:12)
9. srpna 1936 (18:00) - Berlín (Tennis Stadium)

### O postup do 3. kola
Polsko -  Lotyšsko 28:23 (14:12)
10. srpna 1936 (16:00) - Berlín (Tennis Stadium)
 Brazílie -  Čína 32:14 (16:5)
10. srpna 1936 (16:00) - Berlín (Tennis Stadium)
 Mexiko -  Egypt 32:10 (16:8)
10. srpna 1936 (17:00) - Berlín (Tennis Stadium)
 Československo -  Německo 20:9 (11:5)
10. srpna 1936 (17:00) - Berlín (Tennis Stadium)

### 3. kolo
Filipíny -  Estonsko 39:22 (21:4)
11. srpna 1936 (16:00) - Berlín (Tennis Stadium)
 Itálie -  Chile 27:19 (16:12)
11. srpna 1936 (16:00) - Berlín (Tennis Stadium)
 Mexiko -  Japonsko 28:22 (12:8)
11. srpna 1936 (16:00) - Berlín (Tennis Stadium)
 Kanada -  Švýcarsko 27:9 (13:1)
11. srpna 1936 (17:00) - Berlín (Tennis Stadium)
 Uruguay -  Československo 28:19 (14:8)
11. srpna 1936 (17:00) - Berlín (Tennis Stadium)
 Polsko -  Brazílie 33:25 (17:10)
11. srpna 1936 (17:00) - Berlín (Tennis Stadium)

### Čtvrtfinále
USA -  Filipíny 56:23 (28:20)
12. srpna 1936 (17:00) - Berlín (Tennis Stadium)
 Mexiko -  Itálie 34:17 (20:7)
12. srpna 1936 (17:00) - Berlín (Tennis Stadium)
 Kanada -  Uruguay 41:21 (23:6)
12. srpna 1936 (18:00) - Berlín (Tennis Stadium)
 Polsko -  Peru 2:0 kontumačně

* Peru odstoupilo z turnaje.

### Semifinále
USA -  Mexiko 25:10 (13:2)
13. srpna 1936 (17:00) - Berlín (Tennis Stadium)
 Kanada -  Polsko 42:15 (25:6)
13. srpna 1936 (18:00) - Berlín (Tennis Stadium)

### Finále
USA -  Kanada 19:8 (15:4)
14. srpna 1936 (18:25) - Berlín (Tennis Stadium)

Rozhodčí: T. Suvoong (CHN)
USA: R. Bishop, J. Fortenberry (8), C. Knowles (2), J. Ragland (2), C. Shy, W. Wheatly (5), F. Johnson (2).
Kanada: G. Aitchison, J. Allison (4), A. Chapman (2), Ch. Chapman, D. Peden (1), J. Stewart, M. Wiseman (1).

### O. 3. místo
Mexiko -  Polsko 26:12 (23:8)
14. srpna 1936 (17:00) - Berlín (Tennis Stadium)

### O 5. - 8. místo
Filipíny -  Itálie 32:14 (18:8)
13. srpna 1936 (17:00) - Berlín (Tennis Stadium)
 Uruguay -  Peru 2:0 kontumačně

### O. 5. místo
Filipíny -  Uruguay 33:23 (14:12) 	
14. srpna 1936 (16:00) - Berlín (Tennis Stadium)

### O 7. místo
Itálie -  Peru 2:0 kontumačně

## Soupisky
1.  USA

Ralph English Bishop • Joseph Cephis Fortenberry • Carl Stanley Knowles • Jack Williamson Ragland • Carl Shy • William John Wheatley • Francis Lee Johnson • Samuel Balter • John Haskell Gibbons • Frank John Lubin • Arthur Owen Mollner • Donald Arthur Piper • Willard Theodore Schmidt • Duane Alex Swanson.

Trenér: James Needles.
2.  Kanada

Gordon Aitchison • Jan Alistair Allison • Arthur St. Clair Chapman • Charles Winston Chapman • James Douglas Peden • James Stewart • Malcolm Edward Wiseman • Irving Meretsky • Edward John Dawson.

Trenér: Gordon Fuller
3.  Mexiko

Carlos Borja Morca • Victor Hugo Borja Morca • Raúl Fernández Robert • Francisco Martinez Cordero • Jesús Olmos Moreno • Greer Skousen Spilsbury • Luis Ignacio de la Vega Leija • José Pamplona Lecuanda • Andrés Gómez Dominquez • Silvio Hernandez del Valle • Rodolfo Choperena Irizarri
4.  Polsko

Zdislaw Filipkiewicz, Florjan Grzechowiak, Jakub Kopf, Ewaryst Lój, Andrzej Plucinski, Zenon Rózycki, Edward Szostak, Zdzislaw Kasprzak, Janusz Patrzykont, Stanislaw Stok.
Trenér: Walenty Kłyszejko
5.  Filipíny

Charles Borck, Jacinto Ciria Cruz, Primitivo Martinez, Jesús Marzan, Franco Marquicias, Amador Obordo, Bibiano Ouano, Ambrosio Padilla, Fortunato Yambao, John Worrell, Primitivo Martinez.

Trenér: Dionisio Calvo.
6.  Uruguay

Gregorio Agos, Humberto Bernasconi, Rodolfo Braselli, Carlos Gabin, Leandro Gomez Harley, Alejo Gonzales Roig, Victor Latou Jaime, Prudencio de Pena, Tabaré Quintans.

Trenér: Juan A. Collazo.
7.  Itálie

Enrico Castelli, Galeazzo Dondi, Livio Franceschini, Emilio Giassetti, Giancarlo Marinelli, Sergio Paganella, Egidio Premiani, G. Basso, Ambrogio Bessi, Adolfo Mazzini, Mario Novelli, Michele Pelliccia, Remo Piana.

Trenéři: Decio Scuri a Guido Graziani.
8.  Peru

Manuel Arce, Rolando Bacigalupo, Willy Dasso, Antuco Flecha, José Carlos Godoy, Miguel Godoy, Luis Jacob, Cañón Oré, Armando Rossi.

Trenér: Pedro Vera.
9.  Brazílie

Armando Albano, Ary dos Santos Furtado, Miguel Pedro Martinez Lopes, Américo Montanarini, Carmino de Pilla, Aloysio Ramos Accioly, Nelson Monteiro de Souza, Waldemar Gonçalves
9.  Chile

Luis Carrasco, Augusto Carvacho, José González, Eusebio Hernández, Luis Ibaseta, Eduardo Kapstein Suckel, Michel Mehech.
9.  Československo

Jiří Čtyřoký, František Hájek, Josef Klíma, Karel Kuhn, Josef Moc, František Picek, Ladislav Trpkoš, Ludvík Dvořáček, Alois Dvořáček, Vítězslav Hloušek, Ladislav Prokop, Hubert Prokop.
9.  Estonsko

Erich Altosaar, Aleksander Illi, Vladimir Kärk, Robert Keres, Evald Mahl, Aleksander Margiste-Margevits, Heino Veskila, Artur Amon.

Trenér: Herbert Niiler.
9.  Japonsko

Richin Cho, Takehiko Kanakogi, Masayasu Maeda, Satoshi Matsui, Uichi Munakata, Takao Nakae, Seikyu Ri, Kenshichi Yokoyama.
9.  Švýcarsko

Fernand Bergmann, Pierre Carlier, René Laederach, Raymond Lambercy, John Pallet, Jean Pare, Marcel Wuilleunier.
15.  Čína

Li Shao-Tang, Liu Bao-Cheng, Liu Yun-Chang, Mou Tso-Yun, Shen Yi-Tung, Tsai Yen-Hung, Wang Hung-Pin, Wang Shi-Hsuan, Wang Yu-Tseng, Wong Nan-Chen, Yu Sai-Chang.
15.  Egypt

Abdel Moneim Wahib Hussein, Albert Fahmy Tadros, Edward Riskalla, Gamal el din Sabri, Goanni Nosseir, Kamal Riad, Mohamed Rashad Shafshak.
15.  Německo

Hans Niclaus, Emil Göing, Kurt Oleska, Bernhard Cuiper, Karl Endres, Emil Lohbeck, Heinz Steinschulte, Otto Kuchenbecker, Siegfried Reischieß, Robert Duis, Willi Daume.

Trenér: Hermann Niebuhr.
15.  Lotyšsko

Eduards Andersons, Voldemārs Elmūts, Mārtiņš Grundmanis, Rudolfs Jurciņš, Maksis Kazaks, Visvaldis Melderis, Džems Raudziņš.
Trenér: Rihards Dekšenieks.
19.  Belgie

Robert Brouwer, Gustave Crabbe, René Demanck, Raymond Gerard, Émile Laermans, Guillaume Merckx, Pierre van Basselaere, Gustave Vereecken.
19.  Francie 

Pierre Boel, Pierre Caque, Georges Carrier, Robert Cohu, Jean Couturier, Jacques Flouret, Edmond Leclere, Étienne Onimus, Fernand Prud'homme, Étienne Roland, Lucien Theze.
19.  Turecko

Şeref Alemdar, Hayri Arsebük, Nihat Riza Ertuğ, Jak Habib, Naili Moran, Hazdai Penso, Dionis Sakalak, Sadri Usluoğlu.

Trenér: Rupen Semerciyan.

## Konečné pořadí
| X1. | Olympijské hry | Z | V | P | Skóre   | B  |
| --- | -------------- | - | - | - | ------- | -- |
| 1.  | USA            | 4 | 4 | 0 | 152:69  | 8  |
| 2.  | Kanada         | 6 | 4 | 2 | 178:111 | 10 |
| 3.  | Mexiko         | 7 | 5 | 2 | 192:127 | 12 |
| 4.  | Polsko         | 7 | 3 | 4 | 149:203 | 10 |
| 5.  | Filipíny       | 5 | 4 | 1 | 159:145 | 9  |
| 6.  | Uruguay        | 8 | 4 | 3 | 144:148 | 11 |
| 7.  | Itálie         | 6 | 4 | 2 | 162:129 | 10 |
| 8.  | Peru           | 5 | 2 | 3 | 64:49   | 7  |
| 9.  | Brazílie       | 5 | 2 | 3 | 99:94   | 7  |
| 9.  | Chile          | 3 | 2 | 1 | 72:61   | 5  |
| 9.  | ČSR            | 3 | 1 | 2 | 51:62   | 4  |
| 9.  | Estonsko       | 3 | 1 | 2 | 84:120  | 4  |
| 9.  | Japonsko       | 3 | 2 | 1 | 100:78  | 5  |
| 9.  | Švýcarsko      | 3 | 2 | 1 | 59:57   | 5  |
| 15. | Čína           | 4 | 1 | 3 | 99:134  | 5  |
| 15. | Egypt          | 4 | 1 | 3 | 88:126  | 5  |
| 15. | Německo        | 3 | 0 | 3 | 43:103  | 3  |
| 15. | Lotyšsko       | 3 | 1 | 2 | 66:79   | 4  |
| 19. | Belgie         | 2 | 0 | 2 | 19:49   | 2  |
| 19. | Francie        | 2 | 0 | 2 | 67:79   | 2  |
| 19. | Turecko        | 2 | 0 | 2 | 39:63   | 2  |